# هانك جونسون (لاعب كرة قاعدة)
هانك جونسون (بالإنجليزية: Hank Johnson) هو لاعب كرة قاعدة أمريكي، ولد في 21 مايو 1906 في برادنتون في الولايات المتحدة، وتوفي بنفس المكان في 20 أغسطس 1982.

## وصلات خارجية
- هانك جونسون على موقع دوري كرة القاعدة الرئيسي (الإنجليزية)
- هانك جونسون على موقعبيزبول رفرنس.كوم (الدوري الرئيسي) (الإنجليزية)
- هانك جونسون على موقعبيزبول رفرنس.كوم (الدوري الثانوي) (الإنجليزية)
- هانك جونسون على موقع جمعية أبحاث البيسبول الأمريكية (الإنجليزية)